# Heterostegane sciara
Heterostegane sciara är en fjärilsart som beskrevs av Turner 1947. Heterostegane sciara ingår i släktet Heterostegane och familjen mätare. Inga underarter finns listade i Catalogue of Life.